# Сайф ад-Дін Бохарзі
Сайф ад-Дін Бохарзі (справжнє ім'я Абу-ль-Малі Саїд бен-аль-Мутаххір) (1190—1261) відомий серед мусульман Сходу як шейх аль-алам - шейх світу) — суфійський шейх, поет-містик і богослов народився в хорасанской області Бохарз. За даними Хамідаллаха Казвіні, він навчався в Гераті і Нішапурі, де отримав звичайну в той час релігійно-юридичну освіту і незабаром став суфієм. За деякими відомостями Сайф ад-Дін Бохарзі здійснив паломництво в Мекку і Медину, вивчав шедевр мусульманського законодавства «Аль-Хидая».

## Життєпис

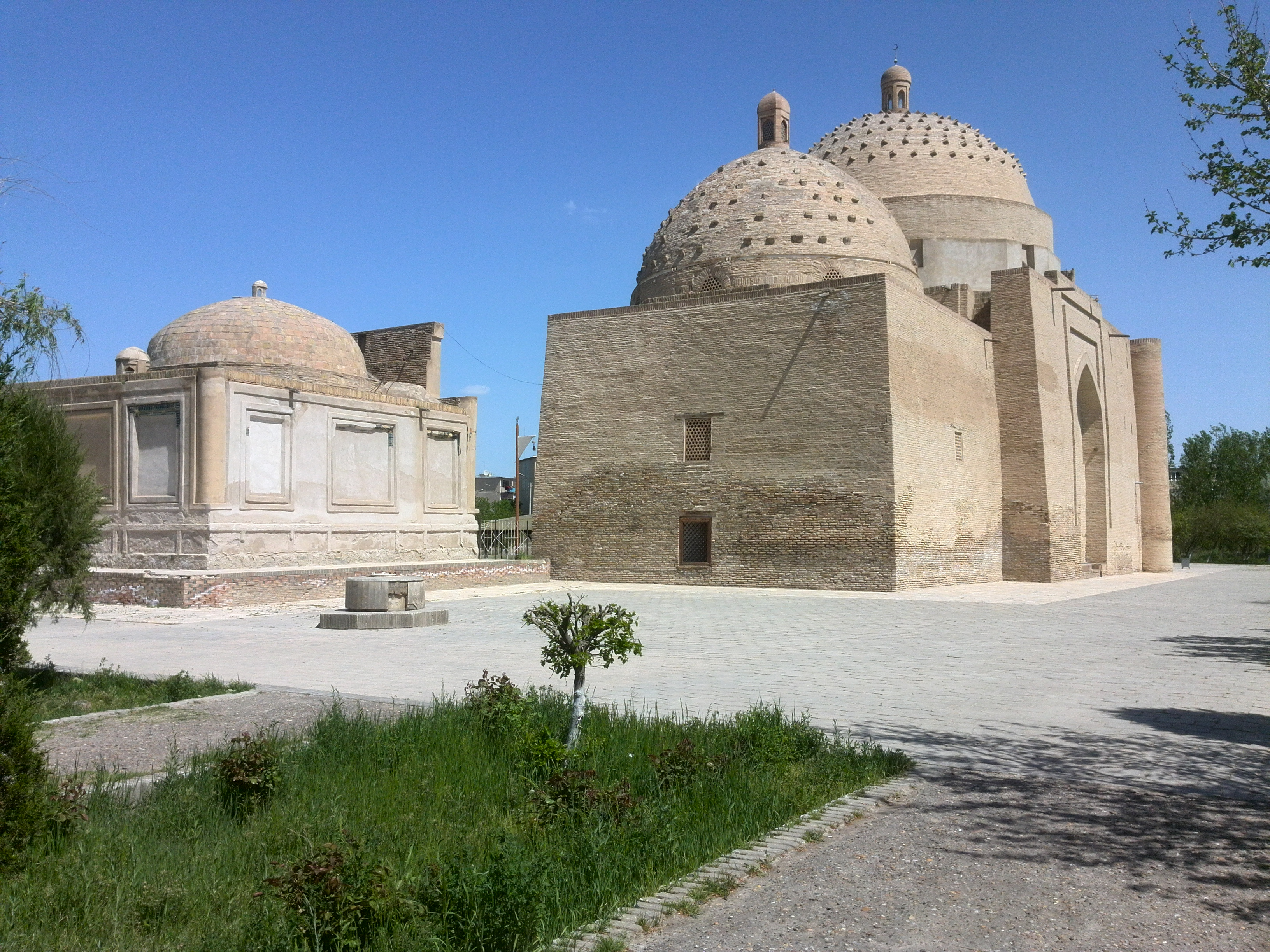
Мавзолей Сайф ад-Діна Бохарзі

Переїхавши в Хорезм, він був прийнятий в число небагатьох мурідів (учнів) популярного шейха Наджм ад-Діна Кубра (1145—1221) — засновника суфійського братства (тарікат) Кубравійа в Середній Азії, який загинув при завоюванні Хорезма монголами в 1221 році.
Суфийское братство Кубравійа представляло середньоазійську школу містицизму, було традиційно сунітським і зводило ланцюг духовної спадкоємності (Санада) до Абу Бакра, або до Алі ібн Абі Талібу.
Про характер суфійського подвижництва Сайф ад-Діна Бохарзі повідомляють різні джерела. Зокрема, поет XV ст. Абдуррахман Джамі стверджує, що Сайф ад-Дін Бохарзі був посланий своїм наставником Наджм ад-Діном Кубра в Бухару, де шейх прожив близько 40 років.
У Бухарі шейх займав чільне становище, був популярним серед населення і мав великий вплив на монгольських правителів, був мударріса і мутаввалі (розпорядником вакуфного майна) однієї з великих духовних шкіл — медресе Ханійе, зруйнованого в 1273—1276 рр. при черговому погромі Бухари під час міжусобної війни серед чингізидів.
Сайф ад-Дін Бохарзі активно реагував на всі події, пов'язані з монгольською навалою. Відомо, що в ці важкі часи суфії старанніше інших спонукали народ до відчайдушного опору. Сайф ад-Дін Бохарзі спостерігав весь болісний процес монгольського завоювання, бачив жорстокість, духовне падіння місцевого населення і закликав народ до відродження ісламських цінностей.
Під впливом Сайф ад Діна Бохарзі окремі монголи почали приймати іслам, протегували будівництву мечетей і медресе. Правителі, що прийняли іслам, вважали за честь отримати благословення шейха Сайф ад-Діна Бохарзі. Золотоординський хан Берке спеціально прибув в Бухару з низин Волги, щоб прийняти іслам з рук великого шейха.
Рукн-ад-дін-Байбарс, автор багатотомного твору «Таріх Байбарс» («Літопис Байбарса») докладно описав, за яких обставин Берке став мусульманіном.
```
«Сів на престол країни Берке. Він прийняв іслам, був побожний, встановив маяки релігії, поширив закони мусульман ... Взявся за будівництво мечетей і медресе в різних кінцях своєї країни. Причина прийняття ним ісламу була в тому, що аш-Шайх Наджм ад-дін Кубра ... розподілив своїх муріди по великим містам. Відправив ... Сайф ад-дін Бохарзі - в Бухару »
[
3
]
.
```

Під впливом авторитетного шейха Бохарзі деякі монголи також стали приймати іслам. Почув про Сайф ад-дін Бохарзі і Берке. В знак своєї поваги він надіслав йому в дар пайцза — табличку, що являла собою аналог жалуваною грамоти. Реакція шейха була своєрідною.
```
«Коли вона (пайзца) дійшла до нього, то він запитав у гінця:« Що це таке? ». Гонець відповів: «Це зробить руку шейха всеосяжної в кліматі і захистить кожного, хто буде разом з ним». І він сказав йому: «Прикріпи її до віслюка і відправ його в степ. Якщо вона захистить його від мух, то я прийму її; а якщо вона не зможе захистити віслюка, тоді, можливо, від неї для мене не буде ніякого толку ». Так він відмовився прийняти її. Гонець повернувся і сповістив Берке про те, що сказав шейх. Тоді Берке сказав: «Я сам особисто поїду до нього!» І він попрямував до нього, прибув в Бухару і прочекав біля дверей шейха три дні. Шейх не дозволяв йому увійти до нього до того часу, поки один з його послушників (мурід) не заговорить з ним, сказавши: «Це великий правитель, і він прибув з далекої країни, щоб просити благословення від шейха і поговорити з ним. І немає шкоди в тому, щоб дати йому дозвіл (увійти). І він увійшов до нього ... прийняв іслам з його рук і повернувся від нього в свою країну »
[
4
]
.
```

Сайф ад -Дін Бохарзі був автором кількох класичних праць, які писав арабською та перською мовами. До нашого часу дійшли «Шарх», «Аль-Асма аль-Хусні», «Рісоля дар ішк» (трактат про містичну любов), «Рубойат», «Вокеаі хільват» (події в дні самоти), «Васіятнома» (заповіт) , «Рузнома».
Сайф ад-Дін Бохарзі був главою ханаки Фатхабад, керував ханакою і прожив в ній близько 40 років. Після смерті в 1261 р. шейх був похований в спеціально збудованій на території ханаки гробниці, яка була ідеологічним центром, духовною основою суфійського братства в Фатхабаде, головною бухарської святинею, почитавшейся протягом багатьох століть. Поруч з шанованим похованням в 1358 році був зведений мавзолей Буян-Кулі-хана, а наприкінці XIV століття — Мавзолей Сайф ад-Діна, побудований на місці стародавньої усипальниці.